# Czibulka Mihály
Czibulka Mihály dr. (Pécs, 1919. szeptember 11. – 1975. december 13.) magyar labdarúgó, sportvezető, edző. Beceneve Doktor.

## Pályafutása
Az 1957. évi csonka bajnokság során az NB II-ben a PVSK igen gyenge eredményt ért el. Az új bajnoki évadra dr. Czibulka Mihály készítette elő a vasutas játékosokat, aki Tamási Lászlótól vette át az edzői teendőket. Az 1958/1959-es szezonban a Volentik Béla által irányított Pécsi Dózsa kiesett az NB I-ből. Új edzőként az 1959/1960-as szezonban visszairányította a csapatot az NB I-be. Az 1968/1969 szezontól eltekintve (ekkor Kovács Imre volt az edző) az 1970-es évek végéig folyamatosan dolgozhatott az élvonalban. 1959/1960-tól 1972/1973-ig tartó bajnokságban a (kis csapat) által elfoglalt hely a 6–13. pozíció környékére esett. Tősgyökeres pécsi volt, a város labdarúgó- sportja sokat köszönhet neki. Ő hozta Pécsre Kocsis Istvánt, Tóth Józsefet, Máté Jánost. Keze alatt formálódott Dunai Antal, valamint Rapp Imre későbbi olimpiai bajnokok. Tanítványai voltak a későbbi edzők közül Kaposi Sándor, dr. Dunai János, Garami József. 2013-ban Garami József lett az NB I történetének legidősebb edzője, aki „atyai jó barátnak” nevezte korábbi mesterét. Összesen 127 NB I-es mérkőzésen volt edző.
A Pécsi Dózsa mestereként jelentős szerepe volt a Vásárvárosok kupájának menetelése alatt. Az indulási jogot az 1969 évi bajnokságban elért 6. hely tette lehetővé.
Az 1970–1971-es vásárvárosok kupája sorozatban több mérkőzésen irányította csapatát.
| Időpont              | Helyszín                       | Mérkőzés típusa             | Mérkőzés                             | Játékvezető               | Eredmény | Nézők száma |
| -------------------- | ------------------------------ | --------------------------- | ------------------------------------ | ------------------------- | -------- | ----------- |
| 1970. szeptember 16. | Ion Oblemenco Stadion, Craiova | elő forduló (első mérkőzés) | FC Universitatea Craiova–Pécsi Dózsa | Efsztáthiosz Papavaszilíu | 2 – 1    | 15 000      |
| 1970. szeptember 30. | Verseny utcai Stadion, Pécs    | elő forduló (2. mérkőzés)   | Pécsi Dózsa–FC Universitatea Craiova | Fercher Walter            | 3 – 0    | 12 000      |
| 1970. október 21.    | St James’ Park, Newcastle      | 2. forduló (első mérkőzés)  | Newcastle United FC– Pécsi Dózsa     | Weyland Hans-Joachim      | 2 – 0    | 50 550      |
| 1970. november 4     | Verseny utcai Stadion Pécs     | 2. forduló (2. mérkőzés)    | Pécsi Dózsa–Newcastle United FC      | Marendaz Roland           | 2 – 0    | 20 000      |
| 1970. december 3.    | Verseny utcai Stadion, Pécs    | 3. forduló (első mérkőzés)  | Pécsi Dózsa–Juventus FC              | Ferdinand Biwersi         | 0 – 1    | 20 000      |
| 1970. december 23.   | Juventus Stadion, Torino       | 3. forduló (2. mérkőzés)    | Juventus FC– Pécsi Dózsa             | Kenneth Burns             | 2 – 0    | 15 000      |